# Menandro
Menandro (em grego Ménandros; ca. 342 a.C. – 291 a.C.) foi o principal autor da Comédia Nova, última fase da evolução dramática ateniense, que exerceu profunda influência sobre os romanos Plauto e, sobretudo, Terêncio. Filho de Diopeithes, de Cephisia, nasceu em Atenas, numa família abastada, recebeu educação bem cuidada e acredita-se que tenha sido pupilo de Teofrasto. Viveu 52 anos.

## Vida e obra
Menandro escreveu 108 ou 109 comédias, ou, segundo Apolodoro de Atenas, 105 peças, das quais oito ganharam prêmios.
Ele costumava perder para Philemon, que era muito inferior como escritor, mas que usava de suborno, influência e suporte político para vencê-lo; uma vez, quando se encontraram, Menandro perguntou se Philemon não ficava vermelho de vergonha quando o vencia.
As condições políticas vigentes em Atenas na época de Menandro não mais permitiam a sátira às instituições e homens públicos, característica da comédia antiga. Assim, os temas principais da comédia de Menandro são viagens, disputas familiares e amores clandestinos. Os personagens são inspirados em pessoas comuns: cozinheiros, escravos, médicos, filósofos, adivinhos e militares. 
Menandro desfrutava de grande valor e até o século V d.C. era lido e comentado em todo o mundo antigo, do Egito aos confins ocidentais do Império Romano, tanto por pagãos como por cristãos. É do famoso gramático Aristófanes de Bizâncio o epigrama: "Menandro e vida! Qual de vós imita o outro?"
O apóstolo Paulo cita parte de uma peça teatral de Menandro em 1 Coríntios 15:33 "Não vos enganeis: as más conversações corrompem os bons costumes".

## Comédias

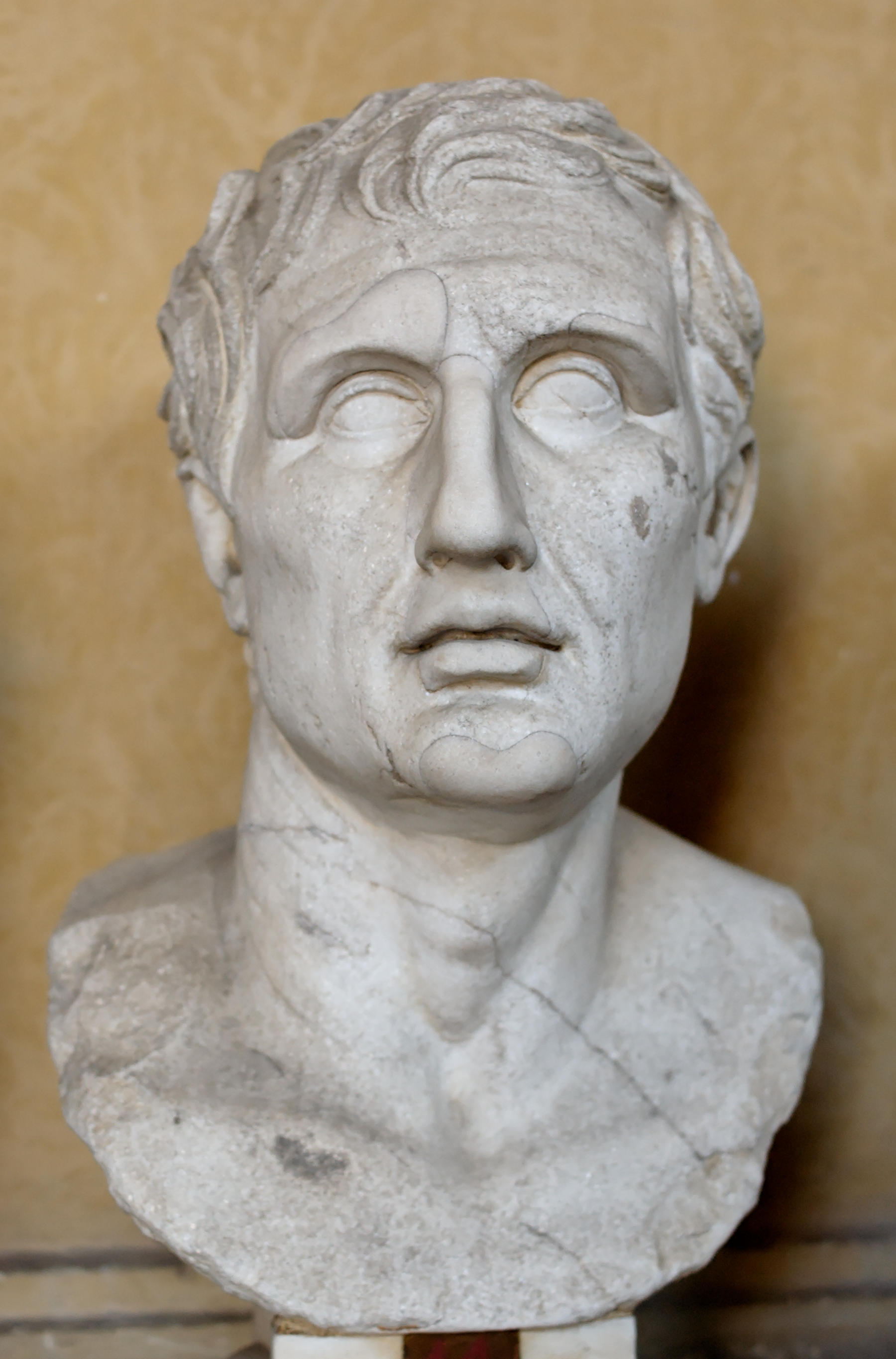
Busto de Menandro. Cópia romana de um original grego (c. 343–291 BC)

A primeira peça foi Orge (321 a.C.; Cólera), a que se seguiram mais de cem comédias, quase todas conhecidas apenas pelos títulos ou por fragmentos citados por outros autores antigos, dos quais os principais são: Os árbitros, A moça de Samos, A moça de cabelos cortados, O herói. A exceção é Dyskolos (O díscolo ou O misantropo), uma das oito peças premiadas, cujo texto completo, preservado num papiro egípcio, foi achado e publicado em 1958.

### Peças completas ou quase completas
- Aspis ("O escudo"; metade, aproximadamente)
- Dyskolos ("Díscolo" ou "O misantropo"; a única peça que sobreviveu inteiramente)
- Epitrepontes ("Os árbitros"; maior parte)
- Misoumenos ("O homem que ela odeia"; metade, aproximadamente)
- Perikeiromene ("A moça dos cabelos cortados"; metade, aproximadamente)
- Samia ("A garota de Samos"; maior parte)
- Sikyonioi ou Sikyonios (metade, aproximadamente)

### Apenas fragmentos disponíveis
- Georgos ("O fazendeiro")
- Dis Exapaton ("Duplo trapaceiro")
- Encheiridion ("Manual")
- Heros ("Herói")
- Hypobolimaios ("O mutante")
- Karchedonios ("Cartaginês")
- Kitharistes ("O harpista")
- Kolax ("Bajulador")
- Koneiazomenai ("Mulheres drogadas")
- Leukadia
- Methe ("Bebedeira")
- Naukleros ("O capitão do navio")
- Orge ("Cólera")
- Perinthia ("Garota de Perinthos")
- Plokion ("O colar")
- Pseudherakles ("O falso Hércules")
- Synaristosai ("As que comem ao meio dia"; "Mulheres que almoçam")
- Phasma ("O fantasma")
- Theophoroumene ("A garota possuída")
- Trophonios